# Chartreuse des Dames de Gosnay
Ne doit pas être confondu avec Chartreuse de Val-Saint-Esprit ou Chartreuse du Mont-Sainte-Marie de Strasbourg.
La chartreuse des Dames de Gosnay  (ou chartreuse du Mont-Sainte-Marie) est un ancien monastère de moniales appartenant à l'ordre des chartreux sur la commune de Gosnay, dans le département actuel du Pas-de-Calais et la région Hauts-de-France . Fondée en 1329 la chartreuse du Mont-Sainte-Marie est la première chartreuse féminine fondée en dehors du cadre originel du massif de la Chartreuse, du Sud-Est de la France.

## Historique
La chartreuse de moniales de Mont-Sainte-Marie à Gosnay est fondée en 1329 par les mêmes fondateurs que la chartreuse de Val-Saint-Esprit voisine, Thierry d’Hérisson et Mahaut d'Artois. Les moniales viennent de Notre-Dame de Salettes. L’église est consacrée en 1341 ou 1342. La construction de la chartreuse du Mont-Sainte-Marie semble donc répondre à une double logique géopolitique. Elle permet à la fois de sceller l’alliance de la royauté avec le Dauphiné, et également de montrer la puissance de la comtesse d’Artois. La fille de Mahaut, Jeanne de France, puis sa petite fille, Marguerite de Flandre, en 1362, assurent la stabilité de la fondation dans les premières années d’existence.
En 1346, six moniales de Gosnay, originaires de Bruges, vont fonder la nouvelle communauté cartusienne de Sainte-Anne au Désert à Bruges. Conformément à ses dernières volontés, la mère de Charles le Téméraire, Isabelle de Portugal, y sera inhumée, à la suite de son décès survenu à Aire sur la Lys (ville d’Artois) le 17 décembre 1471. Son corps sera transféré en 1474 à la nécropole ducale de la chartreuse de Champmol, près de Dijon.
Saccagée à plusieurs reprises au XVe siècle, le monastère est reconstruit en majeure partie au XVIe siècle. Il est agrandi et embelli après les guerres de religion ; mais à partir de 1636, son existence est très précaire du fait des opérations militaires continuelles. Avec l'arrivée de la guerre de Trente Ans, les moniales trouvent l’asile durant sept ans, entre 1639 et 1646 dans une maison qu'elles possèdent comme refuge dans la ville de Béthune. Le couvent reste occupé par les 'sœurs données' (non professes), les moniales de chœur étant réfugiées à Béthune jusqu'en 1645. Le système de Law ruine presque financièrement la maison, à laquelle on imposa un numerus clausus beaucoup plus faible.
Le 13 février 1790, l'assemblée constituante prononce l'abolition des vœux religieux et la suppression des congrégations religieuses. Cela n’empêche pa la communauté de vivre une 'vie commune', mais elle est malgré tout contrainte à  la dispersion au terme légal d’octobre 1792.

## Présentation
L'ensemble des ruines de l'église et des boiseries subsistantes font l’objet d’une inscription au titre des monuments historiques depuis le 10 juin 1986. Il en va de même pour les façades et toitures du bâtiment de la porterie, des bâtiments adjacents à l'église, de la maison du jardinier, des bâtiments situés en équerre au nord-ouest de la parcelle, ainsi que les anciens murs de clôture avec la tourelle au sud, et du sol à l'intérieur de l'enceinte.

## Fouilles archéologiques
Depuis 1997, le site fait l'objet de fouilles archéologiques programmées menées par l'Université d'Artois avec la participation d'Artois Comm.
Elles ont permis de mettre au jour de nombreux vestiges et objets et ont contribué à une meilleure compréhension de l'organisation spatiale de l'établissement monastique ainsi que la vie de la chartreuse.
Dans le cadre de ces fouilles, a été retrouvée en 2009 une sculpture représentant un Christ du XVe siècle, dit « Christ aux liens », iconographie typique de l'époque représentant le Christ souffrant, les mains liées. On estime qu'il fut probablement cassé lors de la Révolution française et jeté dans les anciennes latrines en 1793 ou 1794, lorsque l'église fut détruite. En 2005 ont été découverts des pieds de verre sculptés des XVIe et XVIIe siècles, fabriqués sur l'île de Murano au nord de Venise. En 2008 ont été mis au jour les vestiges d'un double aqueduc permettant d'alimenter le couvent en eau, installation très rare à l'époque.